# Howard X
Howard X ，本名為李浩宏（英語：Howard Lee），是一位出生於香港的澳大利亞音樂制作人、政治諷刺家及媒體人物。以全球首位專業模仿北韓最高領導人金正恩（也被稱為A貨金正恩）而廣為人知。 
Howard X的知名惡搞行為包括2016年在里約夏季奧運會上的亮相，以及2018年情人節當天在平昌冬季奧運會上拜访北韓啦啦隊，這些舉動引發了媒體的關注。在他的職業生涯中，Howard X與多個組織和名人合作，創作諷刺作品以激發關於政治與人权的討論。他認為幽默是一種強大的武器，並經常明確表示，他模仿該獨裁者的目的是為了諷刺，而非美化。 
他因使用讽刺的手法表達對香港民主運動和北韓解放的支持而廣為人知。他利用自己的知名度協助受到迫害的模仿者，並與他們一同引起對全球人道主義問題的關注。由於他有與金正恩相似的外貌，他因政治原因遭到拘留或驅逐出境。由于他的积极行动和模仿能力，他經常接受媒體的採訪，並受邀拍攝商業廣告。 2021 年，有報導指出他在家中遭香港政府的突襲搜查並被逮捕，引發外界擔憂他可能成為被中國共產黨針對的對象。 
2022年11月初，他宣布將以獨立候選人的身份參加維多利亞州選舉，競選維多利亞州州长丹尼爾·安德魯斯所屬的穆爾格雷夫選區。 他在14名候選人中名列倒數第二，獲得0.3%的選票。

## 早期生活
Howard X出生於香港，並在澳大利亚長大，擁有澳大利亞的爵士樂表演學士學位。在成為金正恩模仿者之前，他曾擔任墨尔本的巴西樂隊Bossa Negra的音樂製作人。 

## 模仿生涯

### 早期職業生涯
在金正日將北韓最高領導人的位置傳給他的兒子金正恩後，Howard X開始了模仿朝鮮領導人金正恩的職業生涯。他曾在愚人節裝扮成金正恩，並在Facebook上分享了一張照片，隨後以色列快餐連鎖店Burger Ranch聘用他拍攝電視廣告。

### 2013年
2013年，在一次ABC的採訪中， Howard X表示諷刺是一種對抗任何獨裁政權的有力武器，並強調全世界應對他認為可能引發第三次世界大戰的國家增加認識。雖然成為金正恩的分身很有趣，但他希望能促進對北韓及其人權問題的討論。 

### 2014年
在2014年香港的雨傘運動期間，帶著一個寫有「香港不需要北韓式選舉」的標語，探訪了抗議香港選舉制度的學生。
雖然他以扮演金正恩的身份為學生的訴求吸引了一些媒體關注，但他明確表示，他模仿北韓最高領導人的目的是諷刺，而非美化。
他認為「獨裁者的面孔可以傳遞強有力的信息，使人們能夠關注不公正的問題」。 
從那時以來，他有時會與其他知名模仿者合作，例如模仿唐納·川普的丹尼斯·艾倫和拉塞爾·懷特，模仿弗拉基米爾·普丁的史蒂夫，模仿巴拉克·歐巴馬的瑞吉·布朗，以及模仿鮑里斯·約翰遜的德魯·加爾德隆等人。 

### 2015年
2015年9月，在澳大利亞早晨電視節目《今日秀》中，Howard X因其模仿而接受了訪問，他在節目中表示，希望北韓能夠被解放，而不是像今天那樣成為「一個地獄般的地方」。 
2015年10月，Howard X 前往保加利亞，為德國知名時尚線上零售商About You拍攝電視廣告。 

### 2016年
2016年初，Howard X出現在幾則電視廣告中。他參演了台灣全球連鎖茶館日出茶太的珍珠奶茶惡搞廣告，該廣告在澳大利亞的SBS和Pop Asia播出。此外，他還出現在德國電視頻道ProSieben的《Schlag den Raab》的廣告，其他模仿者包括查克·诺里斯、 Lady Gaga 、強尼·戴普、伊麗莎白二世和教皇本篤十六世。 
同年，Howard X还前往里約熱內盧参加里約夏季奥運會。他以模仿金正恩的角色參加比赛和閉幕式，並同時揮舞北韓國旗和彩虹旗，令觀眾感到困惑。身著北韓運動服的北韓代表還走近他，因為他們誤以為他是真正的金正恩。他因其模仿而在網上引起關注，並登上了Reddit的首頁。 
在由Urban Tales製作的一部迷你紀錄片中，Howard X 表示，他至少需要花兩個小時來準備自己的金正恩造型，並不斷研究金正恩的舉止，還需隨時了解北韓的最新動態。他強調這是一種諷刺，他最不想做到的就是透過模仿讓金正恩看起來出色。 
霍華德·X還出演了一部名為《地主》的喜劇短片，該片由美國電影製作公司Funny Or Die製作。這部短片是對同一創作者所製作的熱門短片《房東》的惡搞，該短片由亞當·麥凱（Adam McKay）和威爾·法瑞爾（Will Ferrell）編劇。

### 2017年
2017年，Howard X與歐洲陽傘品牌Dear Leader合作拍攝了一則名為《誰發明了漢堡？偉大領袖金正恩的另類事實》（ 英語：Who invented the burger? Alternative Facts by Dear Leader Kim Jong Un ）的諷刺廣告。該組織積極支持北韓抵抗組織。 
2017年12月，Howard X出演了俄羅斯樂團有點大的官方音樂影片《Lolly Bomb》，該影片迅速在網上走紅。截至2023年8月，該音樂影片在YouTube上的觀看次數已超過1.69億。
同年，香港電影工廠為威信通信公司製作了一則幽默電視廣告，廣告中由演員分別模仿唐納德·川普、金正恩和弗拉基米爾·普京。 

### 2018年
2018年，Howard X 被曝兼職擔任經紀人，負責尋找世界上最佳模仿者。有一次，他前往伊朗，為一場在香港舉辦的世界盃宣傳活動尋找一位與知名阿根廷足球員梅西相似的模仿者。 

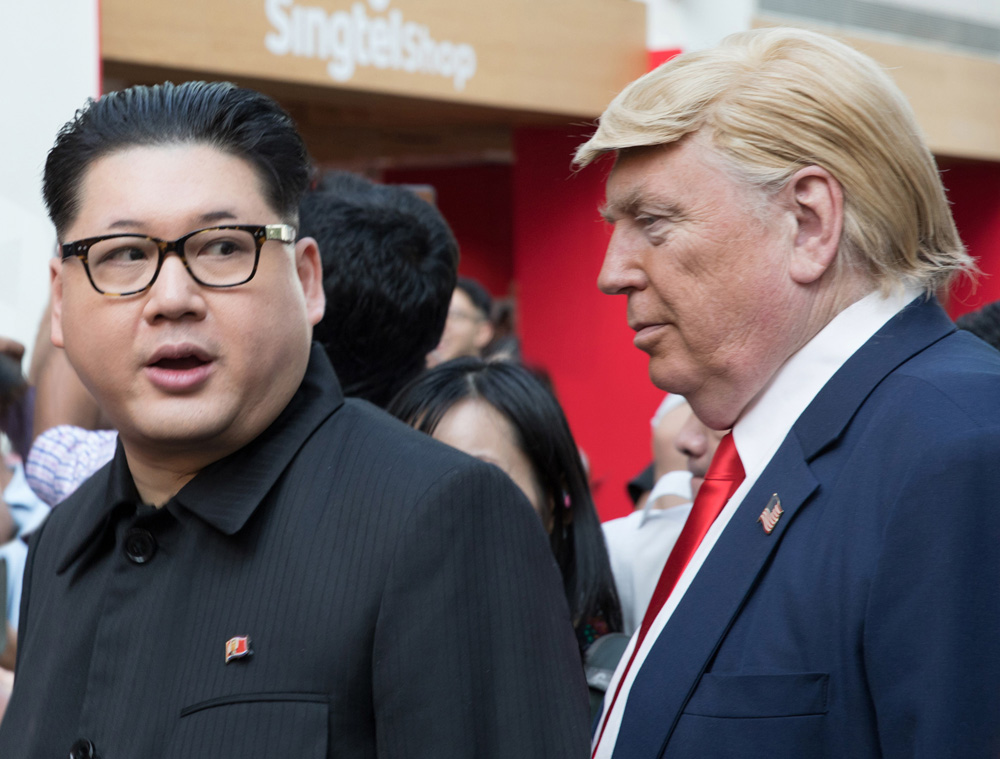
2018年北韓－美國高峰會期間，扮演金正恩的Howard X（左）與扮演唐纳·川普的丹尼斯·艾倫

2018年2月初，模仿唐納德·川普的丹尼斯·艾倫與Howard X在平昌冬奧會開幕式共同亮相，成為多家新聞媒體的報導焦點。兩人開玩笑稱，他們的政治諷刺啟發了2018年朝美首腦會晤的舉行因為在此之前，受北韓導彈與核計劃的影響，美朝兩國關係降至低點，雙方領袖之間頻繁進行言語交鋒。在正式峰會舉行之前，這兩位模仿者共同前往新加坡，以表示對此次事件的支持。 
2018年情人節當天，Howard X在冰球比賽期間探訪了北韓啦啦隊，並揮舞著朝鮮半島統一旗。然而，他在被護送離開體育場時遭到北韓特工的肢體攻擊。此事件引起了廣泛的媒體關注。 
2018年5月， Howard X與其他世界領導人模仿者一同出現在科威特Zain Group製作的拉馬丹主題廣告中。該廣告迅速走紅，並引起約旦王后拉尼婭的注意，她讚揚道：「全世界應該好好傾聽孩子們的聲音。」 
同年，Howard X在一家台灣一家遊戲公司推出的雙平台軍事戰爭遊戲中飾演金將軍一角，該遊戲在台灣、香港和澳門發行。他還出現在以色列公司Hot Telecommunication Systems製作的諷刺廣告中。 
在一份新聞稿中，Howard X聲稱，他在短時間內從香港飛往美國洛杉磯後被《詹姆斯·柯登深夜秀》的製作團隊剝削，因為他在落地後才得知演出已被取消，且被另一位模仿者取代，而該模仿者的報酬僅為他的部分費用。Howard X未獲得任何賠償，並被建議出租自己定制的西裝以從此次旅行中賺取一些收入。他在官方頁面上詳細描述了此事件，以讓公眾了解表演藝術家所面臨的困境。他將這次經歷形容為其在音樂及模仿者生涯中18年來最糟糕的經歷，並表示：「如果他們願意這樣對待像我這樣的高知名度模仿者，則其他知名度較低的人將面臨何種情況。」
2018 年國際足協世界盃期間，模仿弗拉基米尔·普京的史蒂夫和Howard X前往俄羅斯薩馬拉觀看俄羅斯對烏拉圭的比賽。他們在場外成為眾人注目的焦點，忙於滿足球迷們要求合影的請求。 

### 2019年
2019 年朝美首腦會談之前，Howard X與另一位名叫拉塞爾·懷特 (Russell White)的唐納德·川普模仿者一同前往越南河内。雖然懷特得以留在當地，Howard X卻不幸遭到驅逐出境。人权观察組織亞太區副主任菲爾·羅伯遜表示，越南對霍華德·X的騷擾和威脅「真是荒謬且可惡」。
在2019年的一次《時代雜誌》訪談中，他解釋道，儘管他的模仿偶爾會引發爭議，但大多數表演幾乎總能引來笑聲。他還提到，他確信真正的金正恩知道他的事情。 
2019年二十國集團大阪峰會期間， Howard X 與唐納德·川普的模仿者丹尼斯·艾倫一同前往日本大阪，為即將舉行的二十國集團大阪峰會做準備。人群對這些領導人的模仿者感到驚訝又好笑，並熱情歡迎他們，與他們互動並合影留念。 
2019年6月，Howard X 參加了歷史性的反引渡法遊行，反對備受爭議的2019 年香港引渡法案，主辦方稱，參加人數超過100萬人。他手持標語寫著「不向共產國家引渡」。政府提出的法案引發了一系列2019年至2020年香港抗議活動，因為該法案將允許將涉嫌犯罪的人引渡至中國內地，而中國內地的人權侵害問題嚴重，死刑判決也很常見。此次抗議被形容為十多年來規模最大、最具統一性的抗議活動，並在全球至少29個城市引發了聲援集會。
2019年8月，Howard X 組建了一支政治諷刺樂隊The Tyrants，並在爱丁堡藝術節上與模仿唐納德·川普和英國首相鲍里斯·约翰逊的表演者一同推廣他們的爵士諷刺演出。爱丁堡艺穗节上，宣传他们的爵士乐模仿边缘秀。在此期間，#MeToo運動的活動家和演員羅絲·麥高恩 在推特上發佈了一張他們在乘坐在巴士上的照片。 
2019年9月，Howard X在墨爾本的一場和平抗議活動中出席，獲得了陣陣掌聲。除了支持民主的抗議者外，還有一些維吾爾人和幾位支持北京的抗議者參與了此次活動。 

### 2020年
儘管新冠肺炎疫情仍在持續，Howard X仍持續表達對香港民主運動的支持，時常出現在媒體上。他的其中一次亮相是在香港中環的國際金融中心商場，當時抗議者聚集在那裡高呼支持民主的口號並演唱與反引渡運動相關的歌曲，他則手持一個充氣導彈。 7月1日，Howard X也在一場反對新國安法的香港集會上被發現。當被問及是否支持新法時，這位模仿者回答道：「不要把香港變成另一個平壤。」該次抗議恰逢1997年香港回歸中國的週年纪念日。 
同年，當真實的金正恩在公眾視野中消失數月後重新出現參加活動時，Howard X接受了《紐約郵報》的採訪。因為有一種瘋狂的理論認為金正恩的替身在最近的一次活動中出現，以掩蓋最高領導人健康惡化的事實。他表示，北韓政權不可能在這個食物匱乏的國家找到一位可信的金正恩模仿者，因為金正恩的體型過於肥胖。他還認為，數年前出現的聲稱展示獨裁者雇用的替身的影像是偽造的。在訪談中，Howard X還透露，他通過不運動和大量食用高品質牛排來保持他的圓潤身材，但他的體重仍比那位肥胖的獨裁者輕約50磅。 

### 2021年
2021年1月，包括香港自由新聞、自由亞洲電台在內的多個非營利新聞網站報導，Howard X因涉嫌「非法持有槍械」而在家中遭到香港政府突襲並被逮捕。然而，在突襲中並未找到任何槍械，他的iPhone在警察局的詢問過程中被扣押。在接受媒體訪問時，他表示自己認為這次逮捕是出於政治動機，因為他一直以來都支持香港的民主運動，並感慨「香港曾經是一個自由的城市，但現在逐漸變得更像平壤」。作為金正恩的專業模仿者，他經常在表演和影片中使用並擁有多種仿製的BB槍、導彈和核彈。由於他每六週需到警局報到一次，他會確保以角色形象出現，手持充氣導彈，以突顯他被逮捕的荒謬理由。此事件引發了外界對他可能被中國共產黨當局針對的擔憂。 

### 2022年
2022年3月， Howard X與普丁模仿者史蒂夫·波蘭合作，協助烏克蘭總統澤倫斯基的替身烏米德·伊薩巴耶夫逃離基輔。據報道，Howard X還利用他的形象從事人道主義工作，幫助另一位以「阿富汗李小龍」聞名的模仿者阿巴斯·阿利札達（英語：Abbas Alizada）逃離戰亂頻仍的國家。 
5月13日星期五， Howard X在墨爾本的萬維利一間電子工廠的活動中打擾了澳大利亞總理斯科特·莫里森與奇澤姆區自由黨眾議員廖嬋娥訪問的行程。他一邊對媒體和工廠所有者叫喊，諷刺地呼籲「大家投票給廖嬋娥」，並稱她為「奇澤姆區的共產黨候選人」最終，他被迫離開並遭到警方攔截。此事件發生在澳大利亞和中國之間緊張局勢加劇之際，同時也有針對刘晓波可能與中國共產黨的聯繫進行調查的背景。 
11 月，他以獨立候選人的身份參加維多利亞州選舉，競爭維多利亞省長丹尼爾·安德魯斯（英語：Daniel Andrews）所屬的穆爾格雷夫選區，並使用 「Howard Lee」這個名字參選。然而，他僅獲得120票首選票（佔總票數的0.32%），未能當選。 

### 2023年
2023年9月，Howard X在熱門Kick主播主阿丁·羅斯（Adin Ross）的一個直播中出現，進行了一場模仿電影《名嘴出任務》為中心主題的安排「訪談」，在過程中達到70萬的最高觀眾數。 

### 2024年
1月12日，在台灣總統大選前夕，Howard X以金正恩的角色現身於中國國民黨的選前之夜活動。他高呼「我愛侯友宜」、「我和習近平支持侯友宜」，並手持印有小熊維尼圖案的玩具鈔票，以諷刺方式表達對中國國民黨的觀點。在活動中，Howard X舉著一個氣球導彈，上面寫著「親中的侯友宜，我和習近平支持你！侯友宜不當選，我就炸掉台灣！」，因此引起警方注意並最終被驅離。事件後，他被維安員警帶回派出所關切，但隨即獲釋，並笑稱警員們忙著找他合照，表示「我很確定幾十年後他們還會記得這一天，他們拘留了最高領導人！」Howard X表示參加這些活動的目的是希望透過幽默傳遞對香港和台灣未來的關注。
在台灣總統大選開票當晚，Howard X以原貌出現在民進黨的勝選之夜，隨後前往西門町等景點逛街，並在社交媒體上推薦台灣美食，鼓勵人們來台灣旅遊，以促進經濟。他指出，經過八年中共的經濟封鎖，台灣迫切需要觀光客的支持。
1月18日，《彭博社》發表了一篇有關北韓局勢的文章，封面誤用Howard X扮演金正恩的照片，引發廣泛關注。該照片中，Howard X手持中華民國國旗，背景則是國民黨候選人侯友宜的旗幟。隨後，《彭博社》撤下該照片並更正為真正的金正恩。
8月4日，在巴黎奧運會期間，Howard X以金正恩的造型出現在女子拳擊54公斤級賽事的觀眾席，並在比賽中毆打卡通玩偶「小熊維尼」，北韓選手方哲美對陣中國選手常園，最終中國選手常園以3：2的比分險勝方哲美。

## 音樂生涯
Howard X 也是一名鼓手，並在香港經營一家森巴舞學校。 2009年，他前往巴西里約熱內盧組建了自己的樂隊Bossa Negra，開始音樂製作或合作。 2018年，他因專輯《巴西精華豪華版》（Brazilian Essence Deluxe Edition）獲得2018年的金曲獎最佳製作人獎提名。 

## 外部鏈接
- Howard X的Facebook專頁
- Howard X的X（前Twitter）
- Howard X的Instagram帳戶